# Apocalipse 6
Apocalipse 6 é o sexto capítulo do Livro do Apocalipse (também chamado de "Apocalipse de João") no Novo Testamento da Bíblia cristã. O livro todo é tradicionalmente atribuído a João de Patmos, uma figura geralmente identificada como sendo o apóstolo João.
Neste capítulo são apresentados os quatro cavaleiros do Apocalipse, correspondentes aos quatro primeiros dos sete selos.

## Texto
O texto original está escrito em grego koiné e contém 17 versículos. Alguns dos mais antigos manuscritos contendo porções deste capítulo são:
- Papiro 115 (c. 275, versículos 5-6)
- Codex Sinaiticus (330-360, completo)
- Codex Alexandrinus (400-440, completo)
- Codex Ephraemi Rescriptus (c. 450, completo)

## Estrutura

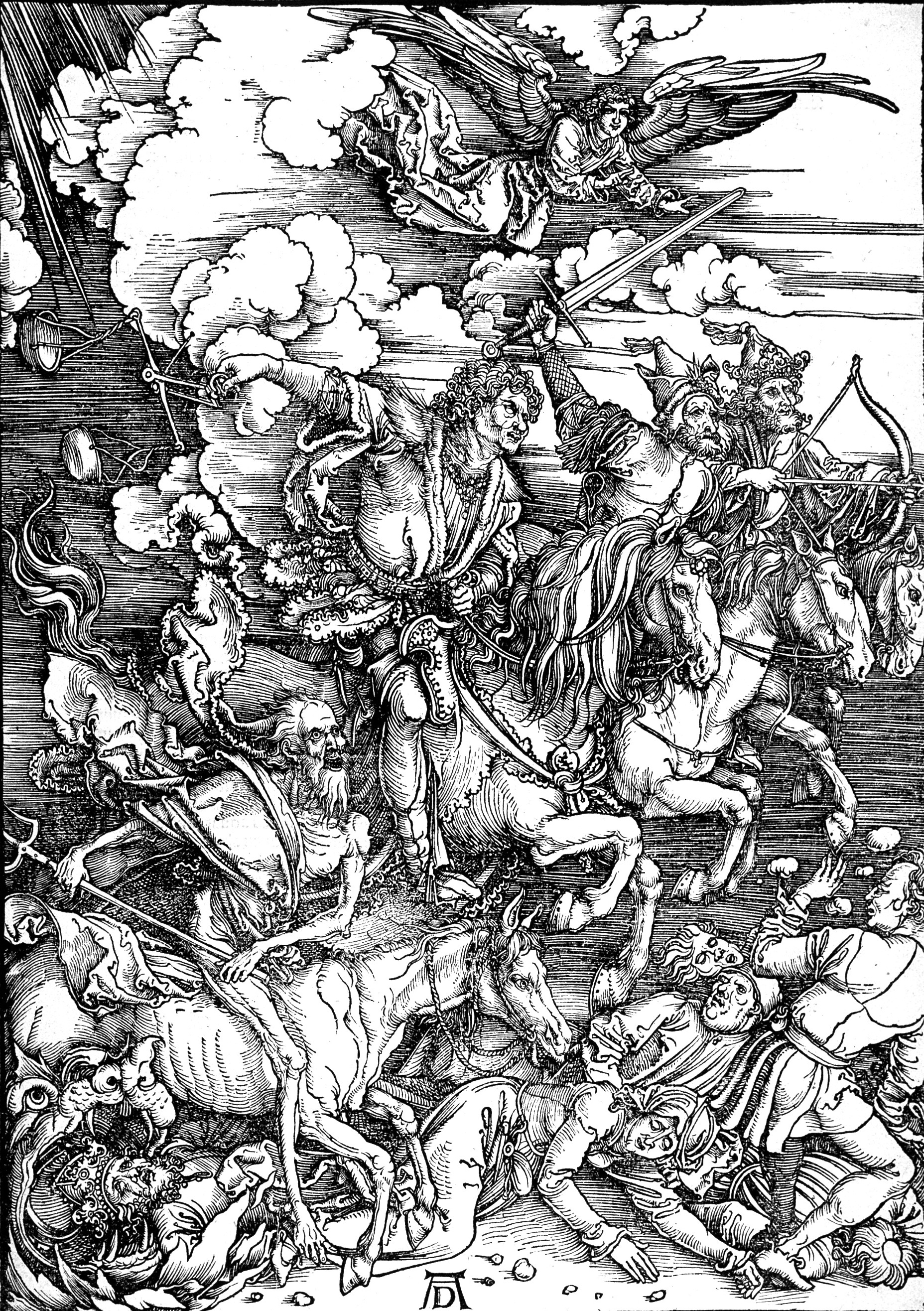
Os quatro cavaleiros do Apocalipse
Gravura de Albrecht Dürer (1497-1498).

Este capítulo pode ser divididos em seis seções distintas, cada uma delas referente à abertura de um dos sete selos apresentados em Apocalipse 5:
- "Primeiro selo: cavalo branco, o conquistador" (versículos 1-2)
- "Segundo selo: cavalo vermelho, conflito" (versículos 3-4)
- "Terceiro selo: cavalo preto, fome" (versículos 5-6)
- "Quarto selo: cavalo amarelo, morte" (versículos 7-8)
- "Quinto selo: o pranto dos mártires" (versículos 9-11)
- "Sexto selo: distúrbios cósmicos" (versículos 12-17)

A narrativa dos selos continua em Apocalipse 7 e em Apocalipse 8 é aberto o sétimo e último selo.

## Versículo 6
Neste versículo, onde se lê «Um queniz de trigo por um denário e três quenizes de cevada por um denário; mas não faças dano ao azeite nem ao vinho.» (Apocalipse 6:6), um "queniz" ("choinix" ou "choenix") aparentemente significa a porção de comida necessária para uma pessoa por dia. Um denário era o pagamento por um dia para um soldado ou um trabalhador braçal comum. Um queniz era uma oitava parte de um "modius" e um denário era geralmente o preço de um "modius" de trigo. O preço que aparece no versículo, portanto, revela uma severa escassez, mas não a ausência completa de comida, pois o salário de um homem seria suficiente para comprar um mínimo de comida. Cevada, uma comida mais rudimentar que o trigo, estava disponível por um terço do preço, o que permitiria que um homem sustentasse uma família com muita dificuldade. O versículo prevê uma temporada de grande carestia na qual Deus, em sua ira, é misericordioso.
O corolário da exceção feita ao azeite e ao vinho tem um significado similar, misericordioso, ao impor um limite ao poder do cavaleiro do cavalo preto. Estes eram artigos de alimentares típicos (Salmos 104:14–15, Joel 1:10). Wordsworth interpreta que "esta limitação é uma forma de conter a intenção maligna do cavaleiro, que acabaria impactando o azeite e o vinho espirituais, ou seja, os meios da graça divina, tipificados nestes símbolos já nas profecias antigas (Salmos 23:4–5) e também pelas palavras e atos de Jesus Cristo, o bom samaritano que derrama azeite e vinho nas feridas do viajante (representando a natureza humana) jogado na estrada". O termo grego "'Αδικήσῃς ἀδικεῖν" no Apocalipse invariavelmente significa "causar dano" ou "danifique" e, com exceção de um caso, aparece com o acusativo logo na sequência. Apesar disto, Heinrich e Elliott traduzem esse termo como "Não cometa injustiça na questão do azeite e do vinho". Rinek traduz como "não desperdice".
A visão de João neste capítulo é uma profecia do fim dos tempos, mas muitos escritores ainda tentam identificar a realização da profecia em diversas fomes durante a história.